# Kamel (Name)
Kamel ist ein männlicher Vorname sowie ein Familienname.

## Namensträger

### Vorname
- Kamel Chafni (* 1982), marokkanischer Fußballspieler
- Kamel Ghilas (* 1984), algerischer Fußballspieler
- Kamel Guerri (* 1968), algerischer Skirennläufer
- Kamel Jdainy (* 1980), französischer Rapper, siehe Kamelancien
- Kamel Kohil (* 1971), algerischer Langstreckenläufer, siehe Kamal Kohil
- Kamel Louafi (* 1952), deutsch-algerischer Landschaftsarchitekt
- Kamel Maddouri (* 1974), tunesischer Politiker, amtierender Premierminister seit 2024
- Kamel Zaiem (* 1983), tunesischer Fußballspieler

### Familienname
- Abbas Kamel (General), ägyptischer General und Chef des Geheimdienstes Dschihaz al-Muchabarat al-Amma
- Abbas Kamel (Regisseur), ägyptischer Filmregisseur
- Ahmed Kamel (* 1981), ägyptischer multidisziplinärer Künstler
- Bothaina Kamel (* 1962), ägyptische Fernsehmoderatorin und Politikerin
- Georg Joseph Kamel (1661–1706), österreichischer Naturkundler, Arzt und Ordensmann
- Hussein Kamel (1954–1996), irakischer Politiker und Vertrauter Saddam Husseins
- Joe Kamel (1934–2007), italienischer Schauspieler
- Pierre Kamel Medawar (1887–1985), israelischer Bischof
- Saddam Kamel (1960–1996), Schwiegersohn und Cousin von Saddam Hussein
- Saleh Abdullah Kamel (1941–2020), saudi-arabischer Unternehmer
- Stanley Kamel (1943–2008), US-amerikanischer Schauspieler
- Tarek Mohammed Kamel Mahmoud (1962–2019), ägyptischer Politiker
- Yusuf Saad Kamel (* 1983), bahrainischer Leichtathlet